# Carcharhinus altimus
Carcharhinus altimus é uma espécie de tubarão pertencente ao género Carcharhinus e à família Carcharhinidae. É morfologicamente distinto porém geneticamente similar ao Carcharhinus plumbeus. A espécie tem uma distribuição global, porém desunida, podendo ser encontrado em profundidades de até 810 metros em plataformas continentais, em águas temperadas e tropicais; mais especificamente nos oceanos atlântico, pacífico, índico e nos mares negro e mediterrâneo. Os jovens podem ser encontrados mais frequentemente em águas mais rasas, com profundidades de até 25 metros, enquanto indivíduos maduros habitam águas mais profundas. Podem atingir um comprimento máximo de 300 centímetros, com os machos alcançando maturidade sexual ao atingir 190 centímetros e as fêmeas ao atingir 205 centímetros.